# Gunnel Norrö
Ulla Gunnel Margareta Norrö, född 25 mars 1950 i Skelleftehamns kyrkobokföringsdistrikt, Västerbottens län, död 13 mars 2013 i Oppmanna, var en svensk författare, översättare och föreläsare på temat Aspergers syndrom.
Gunnel Norrö, som hade arbetat inom en rad olika yrken, fick diagnosen Aspergers syndrom vid 51 års ålder. Detta förde med sig att hon sedan skrev böcker, översatte och föreläste om funktionshindret. Norrö frilansade också som predikant och höll morgonandakter i Kristianstads närradio.